# 1948 en musique
| \| • Retour à la chronologie générale de la musique populaire • \| |
| XXIe siècle • XXe siècle • XIXe siècle • XVIIIe siècle XVIIe siècle • XVIe siècle • XVe siècle • XIVe siècle XIIIe siècle • XIIe siècle • XIe siècle • Xe siècle IXe siècle • VIIIe siècle • Haut Moyen Âge • Rome • Grèce |
| • Retour à la chronologie générale de la musique populaire • |

| • Retour à la chronologie générale de la musique populaire • |

| Années de la musique populaire : 1945 - 1946 - 1947 - 1948 - 1949 - 1950 - 1951    |
| Décennies de la musique populaire : 1910 - 1920 - 1930 - 1940 - 1950 - 1960 - 1970 |

Cet article présente les faits marquants de l'année 1948 en musique.

## Évènements
- 25 février : Premier Nice Jazz Festival avec Louis Armstrong, Stéphane Grappelli, Claude Luter, Milton « Mezz » Mezzrow et Django Reinhardt. C'est pendant cette première édition que Suzy Delair chante pour la première fois la chanson C'est si bon dans un cabaret où Louis Armstrong terminait sa soirée.
- 28 février : Premier concert à Paris de Dizzy Gillespie.
- 21 juin : lors une conférence de presse au Waldorf Astoria Hotel de New York, Peter Carl Goldmark, directeur du département recherche et développement chez CBS et à la tête d'une équipe de la société Columbia, présente le 33-tours LP, le premier disque microsillon[1].

## Principaux singles de l'année
- Nature Boy de Nat King Cole, no 1 aux États-Unis pendant 8 semaines[2].
- Good Rockin' Tonight de Wynonie Harris, no 1 du classement R&B du magazine Billboard pendant la moitié de l'année[3].

## Naissances
- 8 janvier : Thurman Barker, batteur et percussionniste américain de jazz.
- 15 janvier : Ronnie Van Zant, chanteur américain du groupe de Rock sudiste, Lynyrd Skynyrd († 20 octobre 1977).
- 28 janvier : En Davy, chanteuse d'origine philippine.
- 4 février : Alice Cooper, chanteur américain du groupe de heavy metal du même nom.
- 11 mars : George Kooymans, guitariste, chanteur, compositeur et producteur néerlandais († juillet 2025).
- 19 mars : Martine Bijl, chanteuse néerlandaise († 31 mai 2019.
- 30 mars : Richard Gotainer, chanteur français.
- 26 mars : Steven Tyler, chanteur américain du groupe de hard rock Aerosmith.
- 25 mai : Klaus Meine, chanteur allemand du groupe de hard rock Scorpions.
- 31 mai : John Bonham, batteur britannique du groupe de rock Led Zeppelin († 25 septembre 1980).
- 20 août : Robert Plant, chanteur britannique du groupe de rock Led Zeppelin.
- 24 août : Jean Michel Jarre, compositeur français.
- 31 août : Rudolf Schenker, guitariste et compositeur allemand du groupe de hard rock Scorpions.
- 14 octobre :  Marcia Barrett, chanteuse du groupe disco Boney M.
- 6 novembre : Glenn Frey, musicien américain, membre du groupe Eagles († 18 janvier 2016).
- 4 décembre : Southside Johnny, chanteur de rock américain.
- 10 décembre : Claudette Dion, chanteuse québécoise.
- 18 décembre : Laurent Voulzy, chanteur et compositeur français.

non précisément connue :
- William DeVaughn, chanteur de rhythm and blues américain * 20 décembre : Alan Parsons, ingénieur du son et musicien britannique.